# Cryptobia congeri
Cryptobia congeri is een soort in de taxonomische indeling van de Euglenozoa. Deze micro-organismen zijn eencellig en meestal rond de 15-40 mm groot. Het organisme komt uit het geslacht Cryptobia en behoort tot de familie Bodonidae. Cryptobia congeri werd in 1910 ontdekt door Elmhirst & Martin.